# محمد عبدالباسط
محمد عبدالباسط (انگلیسی: Mohammed Abdulbasit؛ زادهٔ ۱۹ اکتبر ۱۹۹۵) بازیکن فوتبال اهل امارات متحده عربی است.